# Крюгер, Пол
Пол Юджин Крюгер (англ. Paul Eugene Kruger Jr.; род. 15 февраля 1985 или 15 февраля 1986, Рексберг, Айдахо) — американский футболист, выступавший за команды НФЛ «Балтимор Рэйвенс», «Кливленд Браунс», «Нью-Орлеан Сэйнтс» на позиции дефенсив энда. Бывший член футбольной команды университета Юты. Был выбран командой «Балтимор Рэйвенс» во втором раунде драфта 2009 года.